# 538 Hitzone
538 Hitzone was een radioprogramma op de Nederlandse zender Radio 538 dat werd gepresenteerd door Mark Labrand. Het programma werd 's middags uitgezonden van maandag t/m donderdag tussen 14.00 en 16.00 uur. De naam van het prgramma verwees naar de Hitzone-verzamelalbums, die sinds 2005 worden samengesteld door Radio 538.
In 538 Hitzone was een radioprogramma dat anders is opgezet dan andere radioprogramma's. Zo werden er 3 aan 3 platen gehanteerd met daartussen korte uitspraken van Mark Labrand en reclames. Tevens werd er op 538 Hitzone niet altijd de alarmschijf en de dancesmash gedraaid. De platen waren recentere (met name uit de 21ste eeuw) platen, die op Radio 538 vaak werden gedraaid.
Op 20 november 2013 werd bekendgemaakt dat er nieuwe programmering komt op Radio 538 vanwege een verjonging. Vanaf 6 januari 2014 werd Mark Labrand naar de middag verplaatst en presenteert 538 Hitzone. Jeroen Nieuwenhuize presenteert sindsdien alleen de Top 40.
Sinds 2 januari 2017 werd de programmanaam 538 Hitzone hernoemd naar Mark Labrand.